# Combinaison linéaire d'orbitales atomiques
En chimie quantique, une combinaison linéaire d'orbitales atomiques (CLOA) représente la superposition d'orbitales atomiques et permet de calculer les orbitales moléculaires. En effet, dans une molécule le nuage d'électrons est modifié et dépend des atomes participant aux liaisons chimiques : la CLOA permet d'approximer cette nouvelle fonction d'onde en se basant sur celles de chaque élément pris individuellement.
Cette méthode a été introduite en 1929 par John Lennard-Jones pour décrire les liaisons des molécules diatomiques de la première ligne du tableau périodique des éléments, mais elle a été utilisée auparavant par Linus Pauling pour H2+.
Elle est aussi utilisée en physique du solide pour établir la structure de bande d'un matériau.

## Formulation mathématique
Les fonctions de base combinent les fonctions d'onde pour représenter une orbitale moléculaire.
Considérons un système composé de plusieurs éléments de base {\displaystyle i} (par exemple des atomes) centrés en {\displaystyle {\vec {r}}_{i}}.
Notons {\displaystyle |\Psi _{i}({\vec {r}}-{\vec {r}}_{i})\rangle } la fonction d'onde qui décrit un électron lorsque l'élément {\displaystyle i} est isolé.
Alors la fonction d'onde {\displaystyle |\Psi ({\vec {r}})\rangle } qui décrit l'électron dans le système total peut être approximée par une combinaison linéaire des fonctions d'ondes {\displaystyle |\Psi _{i}({\vec {r}}-{\vec {r}}_{i})\rangle } :

### Justification
Notons {\displaystyle |\Psi _{i}({\vec {r}}-{\vec {r}}_{i})\rangle } la fonction d'onde qui décrit un électron lorsque l'élément {\displaystyle i} est isolé.

On a donc :

Nous faisons l'hypothèse que la grandeur 
n'est significative que pour {\displaystyle j=i}, c'est-à-dire que la modification du potentiel apportée par un élément {\displaystyle j\neq i} n'a pas beaucoup d'importance du point de vue de la fonction d'onde {\displaystyle |\Psi _{i}(r-R_{i})\rangle }.
[Suite de la démonstration ??]

Toute solution de l'équation du système total 
 peut être approximée par une combinaison linéaire des fonctions d'ondes isolées 